# Гране (Норвегия)
Гра́нео файле (норв. Grane [gra:nə]) — коммуна в фюльке Нурланн в Норвегии. Является частью исторического региона Хельгеланд. Административный центр коммуны — деревня Труфорс. Гран был отделен от коммуны Вефсн 1 июля 1927 года. В коммуне расположены несколько маленьких деревень, таких как Маяватн.

## Общая информация

### Название
Коммуна (первоначально приход) была названа в честь старой фермы Grane, потому что там была построена первая церковь в 1860 году.
Название Гране произносится с длинным «а» и коротким «н», которое не смягчается — «гра:нэ». Это, казалось-бы, простое и очевидное название, но много вопросов относительно двух смыслов слова и его произношения. Устная форма более характерна.

### Герб
У коммуны современный герб. Он был принят 18 июля 1980 года. На гербе изображён лосось, как символ того что реки Вефсна и Свеннингелс, протекающие через территорию коммуны, богаты лососем. На реках находится много маленьких водопадов, в которых весной можно увидеть прыгающий лосось.